# Notre-Dame du Bon Secours
Pour les articles homonymes, voir Notre-Dame-de-Bon-Secours.
La Bienheureuse Vierge Marie du Secours, également appelée (la) « Succurre Miseris » ou simplement Notre-Dame du Bon Secours (ou « de bon secours »), ou du Perpétuel-Secours, est l'un des noms par lesquels l'Église catholique ainsi que les Églises orthodoxes vénèrent la Vierge Marie, la Théotokos, mère de Jésus-Christ selon sa nature humaine.
Anciennement présente en Orient dès le début du IVe siècle, cette dévotion prend son essor au XIVe siècle dans la péninsule italienne et, portée par les Augustins, elle se répand dans toute l'Europe et l'ensemble du monde chrétien. De multiples églises, chapelles et sanctuaires sont dédiés à la « Vierge du bon secours », sur tous les continents.
Au niveau de l'iconographie, elle est généralement représentée portant l'Enfant-Jésus dans le bras, tenant un bâton à la main, prête à frapper le démon, à terre sous ses pieds. Il y a de multiples variantes locales de cette représentation mariale.

## Historique
Le culte de la Vierge, sous la dénomination du Bon-Secours débute à Palerme en 1306, à la suite de l'apparition présumée de la Vierge au père augustin Nicola La Bruna. Selon la tradition, le moine, souffrant d'une maladie incurable et alors mourant, aurait été guéri par la Vierge, qui en échange lui aurait demandé de répandre la nouvelle du miracle et de la faire invoquer sous le nom de « Mère du bon-secours ». À partir de ce moment, les Augustins répandent le culte de la Vierge du Bon-Secours dans toute l'Italie et dans d'autres pays européens.
Cette dévotion est accompagnée de récits de miracle et d'intervention de la Vierge envers les fidèles, comme à Sciacca (Sicile) en 1626, où la ville ravagée par une épidémie de peste, voit celle-ci s'arrêter brusquement après une procession de toute la ville jusqu'à l'église abritant la statue de la Vierge, sa patronne et sa protectrice. À Castellammare del Golfo (Sicile) ou en 1718, lors de la guerre entre Philippe V et Amédée de Savoie pour le contrôle de la Sicile, un navire espagnol, poursuivi par cinq navires anglais, vient se réfugier sous le château, d'où les navires ennemis sont repoussés; ceux-ci répondent aux coups d'artillerie venant du château en bombardant la ville. Le peuple, effrayé, réclame une aide miraculeuse à sa sainte patronne (la Vierge du bon-Secours). Les habitants fuient la ville pour se mettre à l’abri, mais malgré les coups de l'artillerie anglaise, personne n'est tué ni blessé. Et, d'après les témoins, à la stupéfaction de tous, la Madone vêtue de blanc serait apparue en haut du mont de la Scale, suivie d'une foule d'anges, et ils se seraient tous mis à descendre vers le port. Cette vision aurait effrayé les Britanniques et mis en fuite leurs navires. Encore aujourd'hui, tous les deux ans, le 13 juillet, est célébrée dans la ville la « Reconstitution historique » de la prodigieuse intervention de sa protectrice, lors d'une grande fête accompagnée de processions, de fanfares militaires et de feux d'artifice.

## Iconographie
La Vierge du Bon Secours est parfois représentée en Occident comme sur le point de frapper le démon lové à terre à ses pieds ou ses pieds. Elle tient dans ses bras l'Enfant-Jésus. En Orient, sa représentation est principalement celle de la Madone portant l'Enfant dans ses bras et regardant dans les yeux le fidèle se trouvant devant elle. Cette image invite tous les chrétiens à avoir confiance en la médiation salvifique de la Vierge.
À noter que l'iconographie peut être différente dans certains lieux, en lien avec l'histoire (et la dévotion) locale, comme c'est le cas pour la Vierge du Bon-Secours à Mouterhouse (Moselle). Et que sous d'autres titres, elle peut être représentée dans une attitude proche, comme pour la statue de « Notre-Dame du bon-Succès » à Finisterre (Galice).

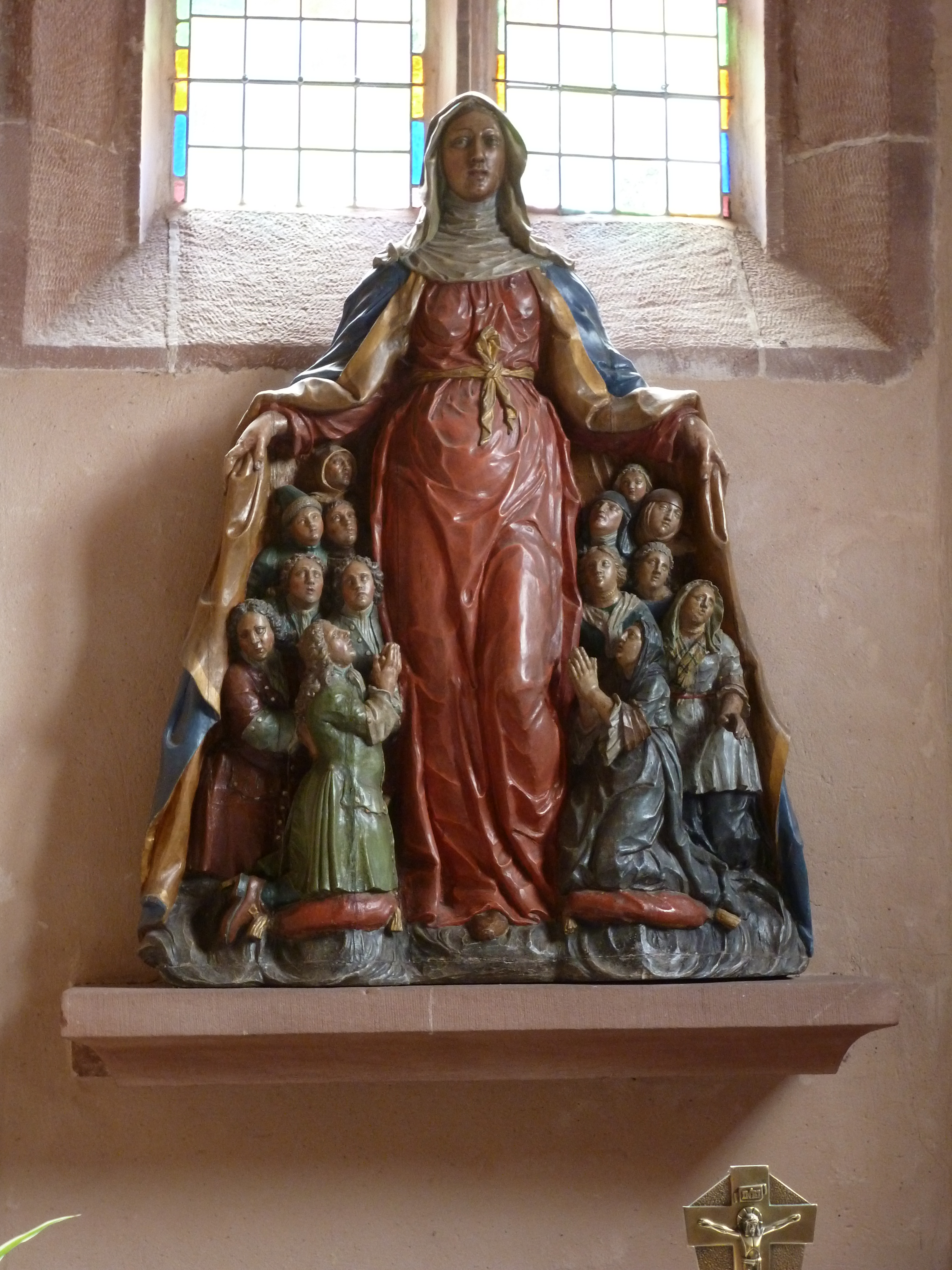
Notre-Dame du Bon-Secours dans la chapelle Notre-Dame-de-la-Miséricorde de Mouterhouse.
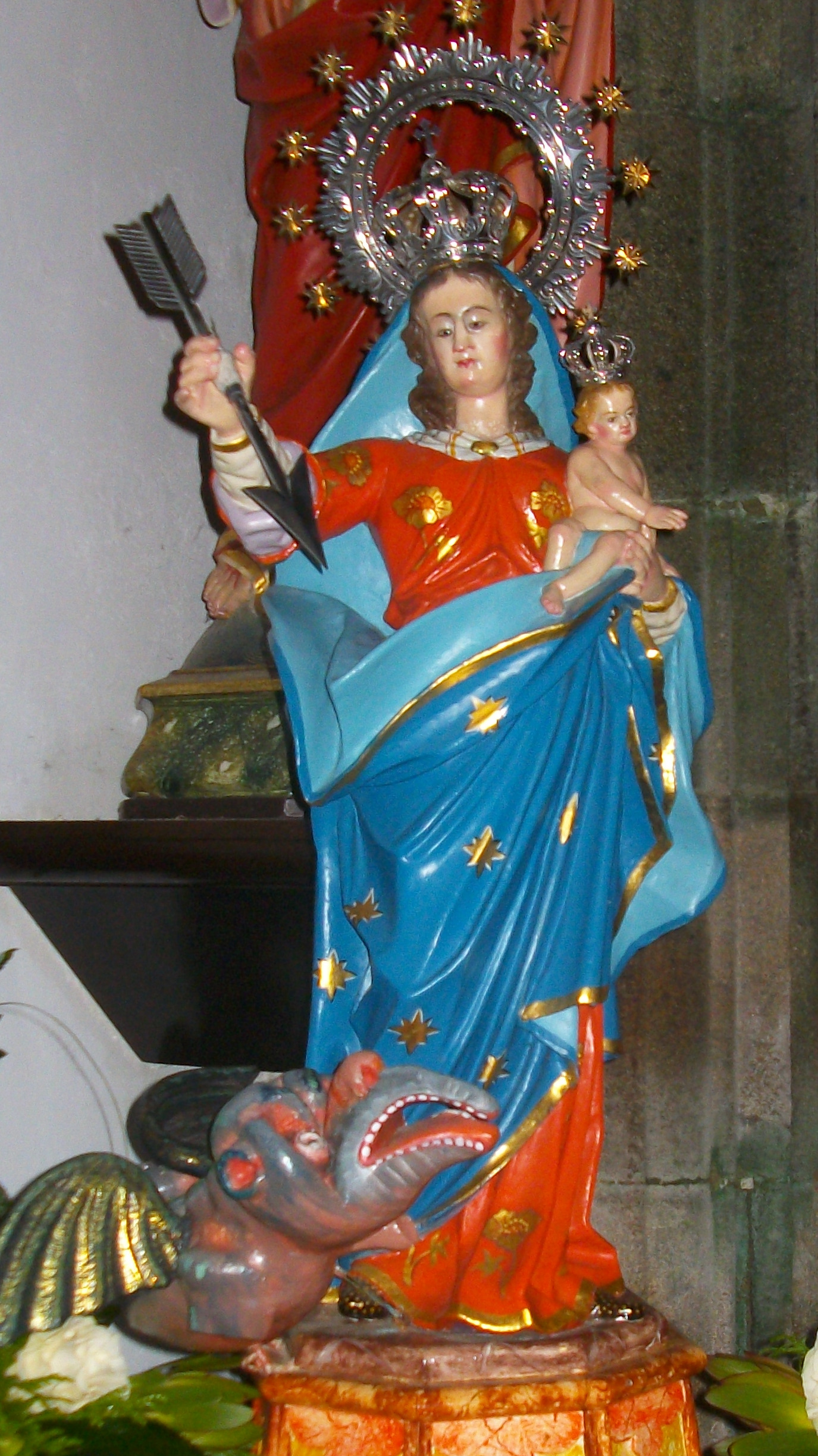
Notre-Dame du bon-Succès (Nosa Senora do Bo Suceso), à Finisterre (Galice).

## Dévotion de par le monde
De très nombreux lieux de culte sont dédiés à la Vierge du Bon-Secours, des églises, ainsi que des basiliques et cathédrales. Pour n'en citer que quelques-unes nous pouvons citer :
- la basilique Notre-Dame de Bon-Secours (Belgique) ;
- la basilique Notre-Dame de Bonsecours en Seine-Maritime ;
- la basilique Notre-Dame-de-Bon-Secours de Guingamp, dans les Côtes-d'Armor ;
- la basilique Notre-Dame-de-Bon-Secours de Lablachère, dans l'Ardèche ;
- la basilique Notre-Dame-de-Bon-Secours de Saint-Avold en Moselle ;
- la cathédrale Notre-Dame-du-Bon-Secours de Motherwell (Royaume-Uni) ;
- l'église Notre-Dame-de-Bon-Secours de Trouville-sur-Mer, dans le Calvados
- la chapelle Notre-Dame-de-Bon-Secours de Saint-Étienne dans la Loire ;
- la chapelle Notre-Dame-de-Bon-Secours de Montréal, au Canada.
- le lycée privé catholique Notre-Dame-de-Bon-Secours à Perpignan dans les Pyrénées-orientales ;
- le sanctuaire Notre-Dame-de-Bon-Secours de Champion dans le Wisconsin (États-Unis) ;
- le sanctuaire Notre-Dame-de-Bon-Secours de La Nouvelle-Orléans en Louisiane (États-Unis).